# Hälsinglands domsaga
Hälsinglands domsaga var en domsaga i Gävleborgs län. Den bildades 1671 och upplöstes 1771 när den delades upp i Södra Hälsinglands domsaga och Norra Hälsinglands domsaga. 
Domsagan lydde under Svea hovrätt. 
Domsagan var uppdelad i två kontrakt, det norra och det södra 

## Tingslag
Före 1693 fanns det 19 tingslag, från 1693 fanns det 11 tingslag
- Hanebo tingslag
- Norrala tingslag
- Bollnäs tingslag
- Alfta tingslag
- Arbrå tingslag
- Järvsö tingslag
- Delsbo tingslag
- Ljusdals tingslag
- Enångers tingslag
- Forsa tingslag
- Bergsjö tingslag